# Ecnomus tai
Ecnomus tai is een schietmot uit de familie Ecnomidae. De soort komt voor in het Afrotropisch gebied.